# ملعب سودوفا

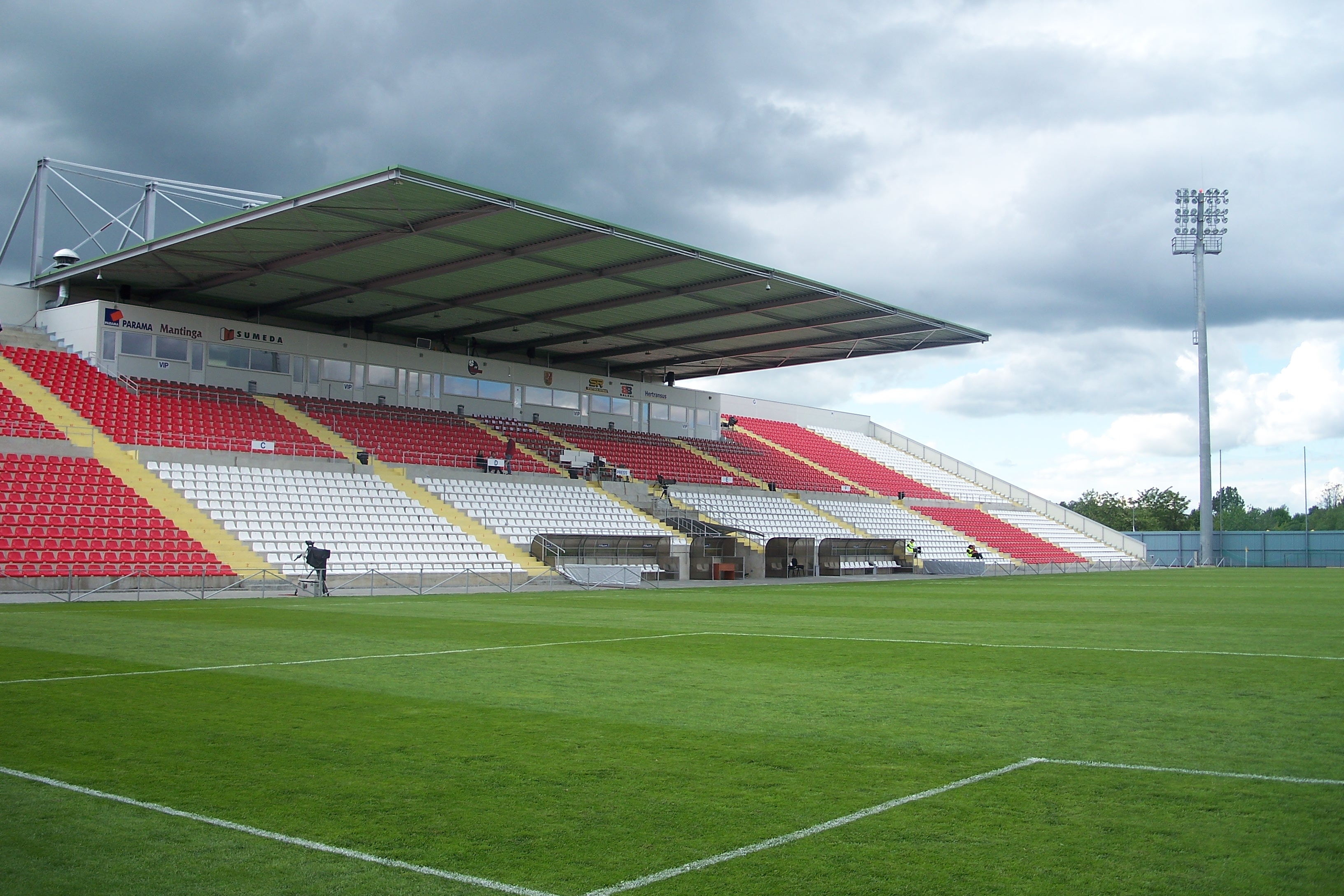

ملعب سودوفا هو ملعب متعدد الاستخدام يقع في مدينة بياليستوك الليتوانية . غالبا ما يتم استخدامه لمباريات كرة القدم . يسع الملعب لجلوس 6,250 متفرج . يعتبر الملعب الرسمي الذي يخوض فيه منتخب ليتوانيا مبارياته الدولية . تم افتتاح الملعب في سنة 2008 .